# 华盛顿横渡特拉华河
《华盛顿横渡特拉华河》（Washington Crossing the Delaware）是德国艺术家埃玛纽埃尔·洛伊茨于1851年创作的一副油画，描绘了美国独立战争期间，1776年12月25日华盛顿在横渡特拉华河的场景。这次针对黑森雇佣兵的突袭行动是特伦顿战役的第一步。
2004年，该作品成为纽约市大都会艺术博物馆永久收藏的一部分。作品有很多副本，其中的一幅挂在白宫西翼接待区。

## 历史
德国出生的埃玛纽埃尔·洛伊茨在美国长大，成年后回到德国，在1848年革命期间构思这幅作品。他希望通过美国革命鼓励欧洲的自由派改革者，他使用美国的旅游者和学习艺术的学生作为模特和助手，于1850年完成了第一副作品。就在作品完成不久，由于工作室的火灾被损坏，后经修复后，被不来梅艺术馆收购。1942年二战期间被英国皇家空军炸毁。
第二个版本是第一个版本的复制，开始于1850年，1851年10月在纽约展出。超过5万人参观了这幅作品。马歇尔·罗伯茨（Marshall O. Roberts）以当时的天价10,000美元购买了此油画。几经易手后，最后由约翰·斯图尔特·肯尼迪（John Stewart kennedy）于1897年捐献给大都会艺术博物馆，收藏至今。
2003年1月，这幅作品被前大都会艺术博物馆的一位工作人员用胶水沾上九一一袭击事件的图片，不過没有形成永久的破坏。

## 延伸阅读
- David Hackett Fischer, Washington's Crossing. Oxford University Press, 2004. ISBN 0-19-517034-2. 关于华盛顿特伦顿战役的详细介绍，加深对洛伊茨的作品背景理解。